# Römischer Grabhügel bei Siesbach

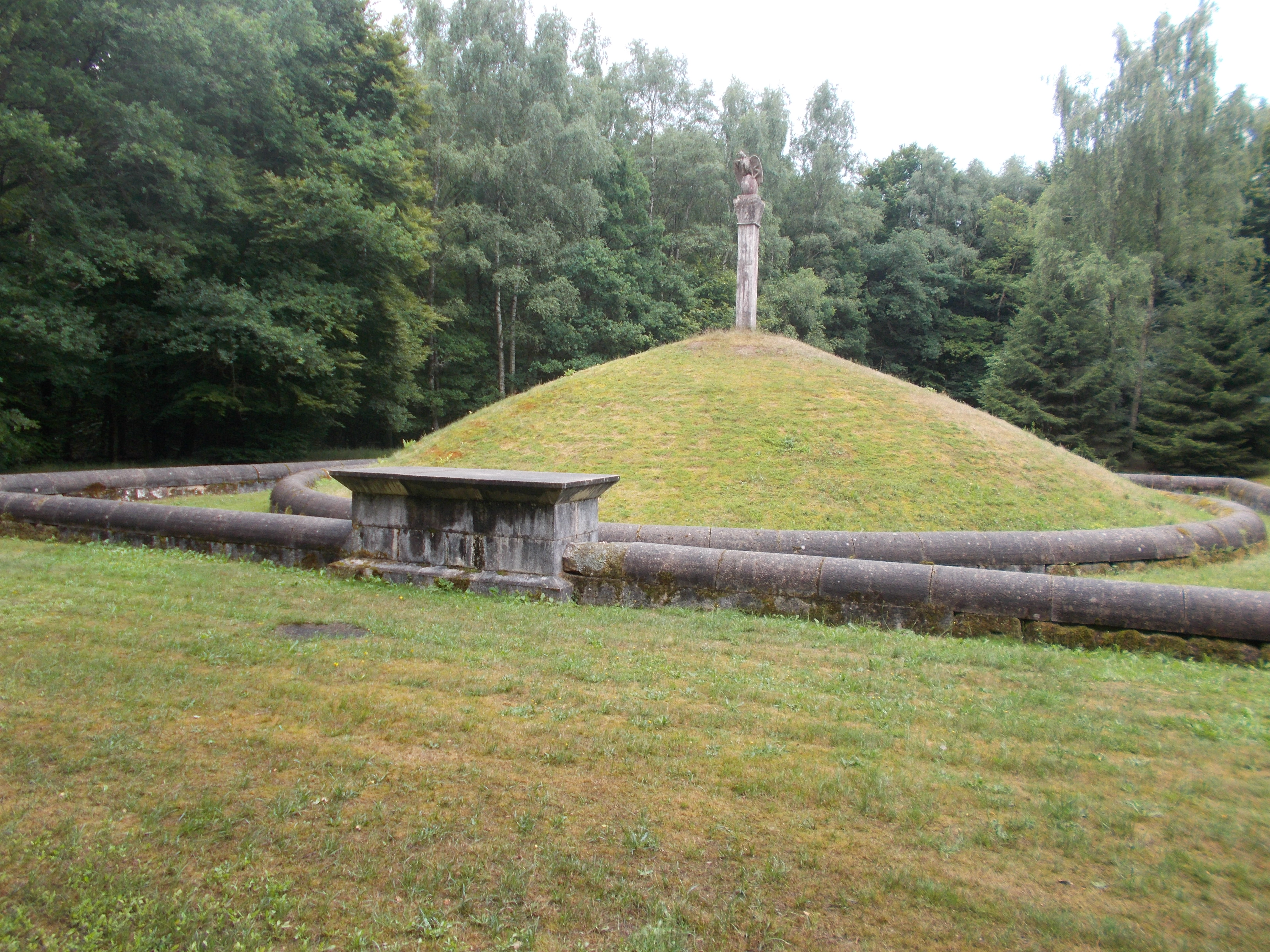
Römischer Grabhügel „Kipp“ bei Siesbach

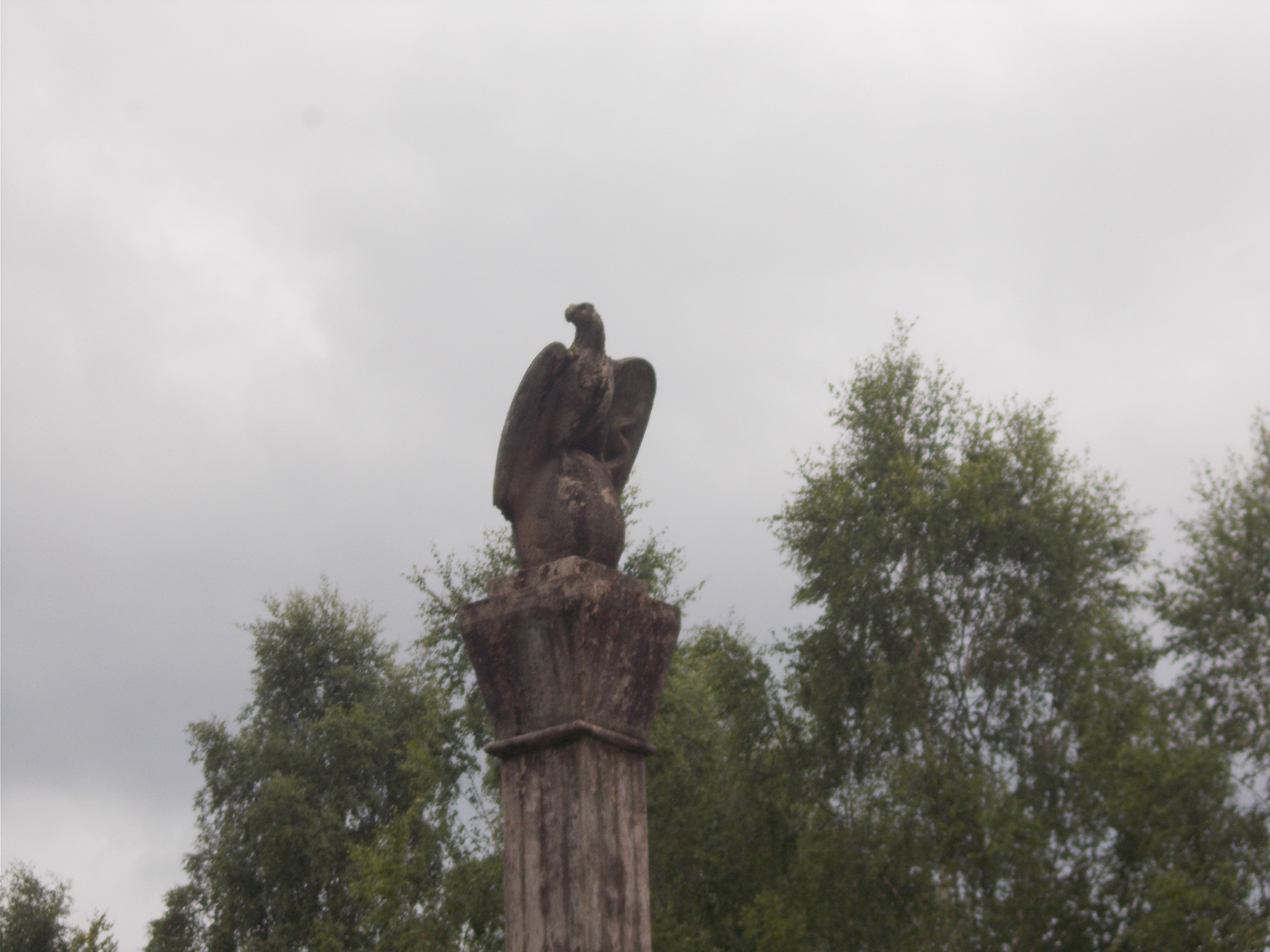
Detail Adler

Der römische Grabhügel bei Siesbach befindet sich im Waldbezirk Kipp bei Siesbach im Hunsrück. Der Grabhügel stammt aus dem zweiten Jahrhundert und wurde 1976/77 freigelegt.
Bei dem Grabhügel, der um das 175 n. Chr. entstand, handelt es sich um eine ursprünglich vier bis fünf Meter hohe Aufschüttung, die von einer Ringmauer umgeben ist. Auf der Spitze des Hügels befindet sich eine 1,2 m hohe Plastik. Dabei handelt es sich um einen dorische Säule, auf deren Kapitell ein auf einem Pinienzapfen sitzender Adler, der eine Schlange gefangen hat. Dies ist ein antikes Sinnbild für Fruchtbarkeit und den Kreislauf des Lebens.
Auf der Seite, in die sich der Blick des Adlers richtet, befindet sich ein 3,8 × 2 m großer Altar. Dieser Altar war ursprünglich mit zwei lebensgroßen Figuren des Gottes Lenus Mars und vielleicht des Attis ausgestattet. Die Reste dieser Figuren können im Museum Birkenfeld besichtigen werden.
Architektur und Symbolik des Grabes sowie auch das hier gefundene Inventar zeugen vom römischen Einfluss auf die einheimische Bevölkerung, womit es sich beim Grabhügel um ein bedeutsames Zeugnis der gallo-römischen Kultur handelt. Vermutlich diente der Grabhügel als Familiengrabstätte.
Der Grabhügel liegt am Sirona-Weg, der bedeutende römischen und keltischen Kulturdenkmälern im Hunsrück miteinander verbindet. Über diesen ist er von Leisel aus gut über eine asphaltierte Straße zu erreichen. Er ist aber auch von Siesbach aus ausgeschildert.